# Edmond Decottignies
Edmond Decottignies (3 dicembre 1893 – 3 giugno 1963) è stato un sollevatore francese.

## Palmarès
- Giochi olimpici

Parigi 1924: oro nei pesi leggeri.